# Historische Fabrikenanlage Maste-Barendorf

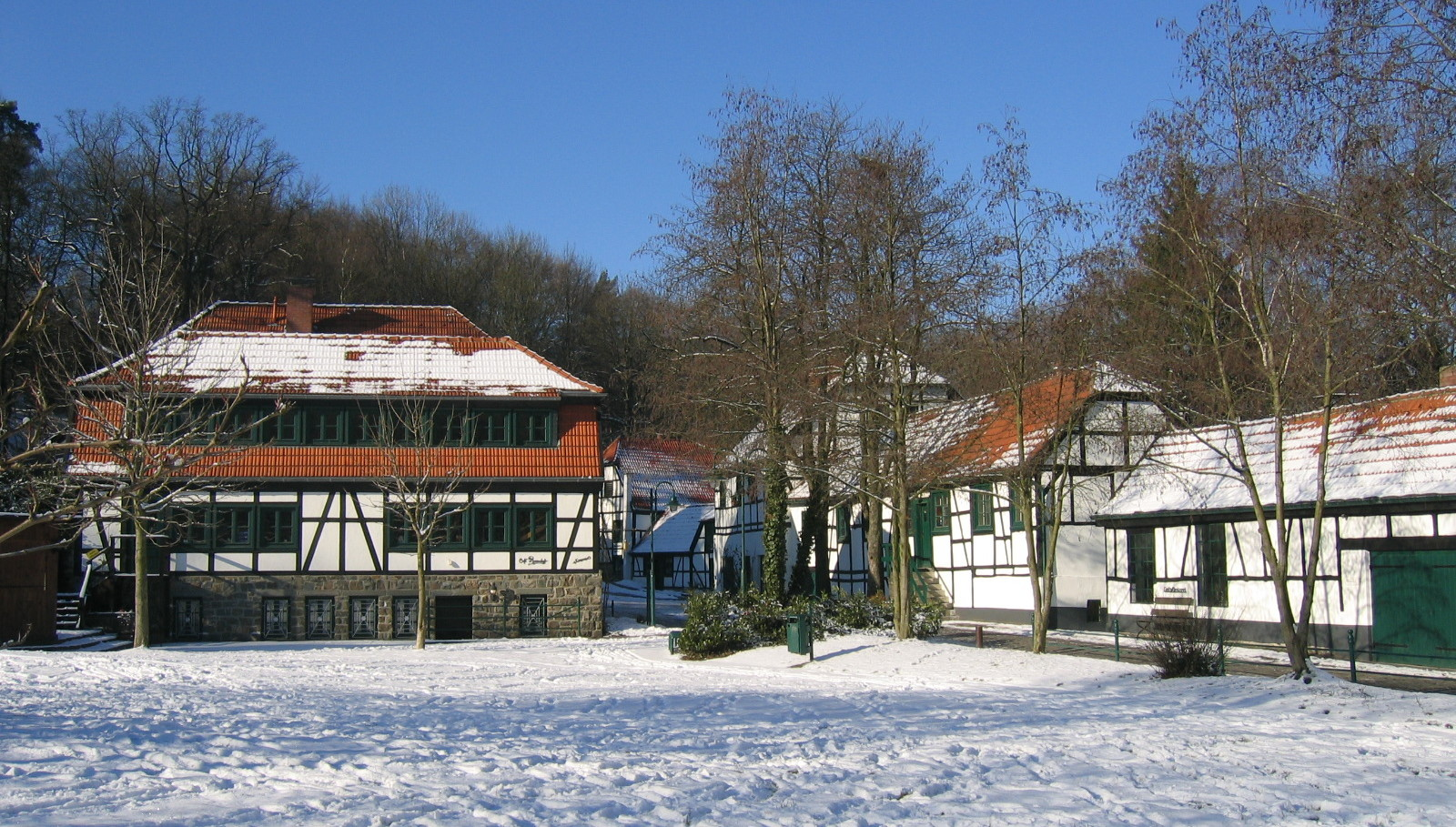
Museumsdorf

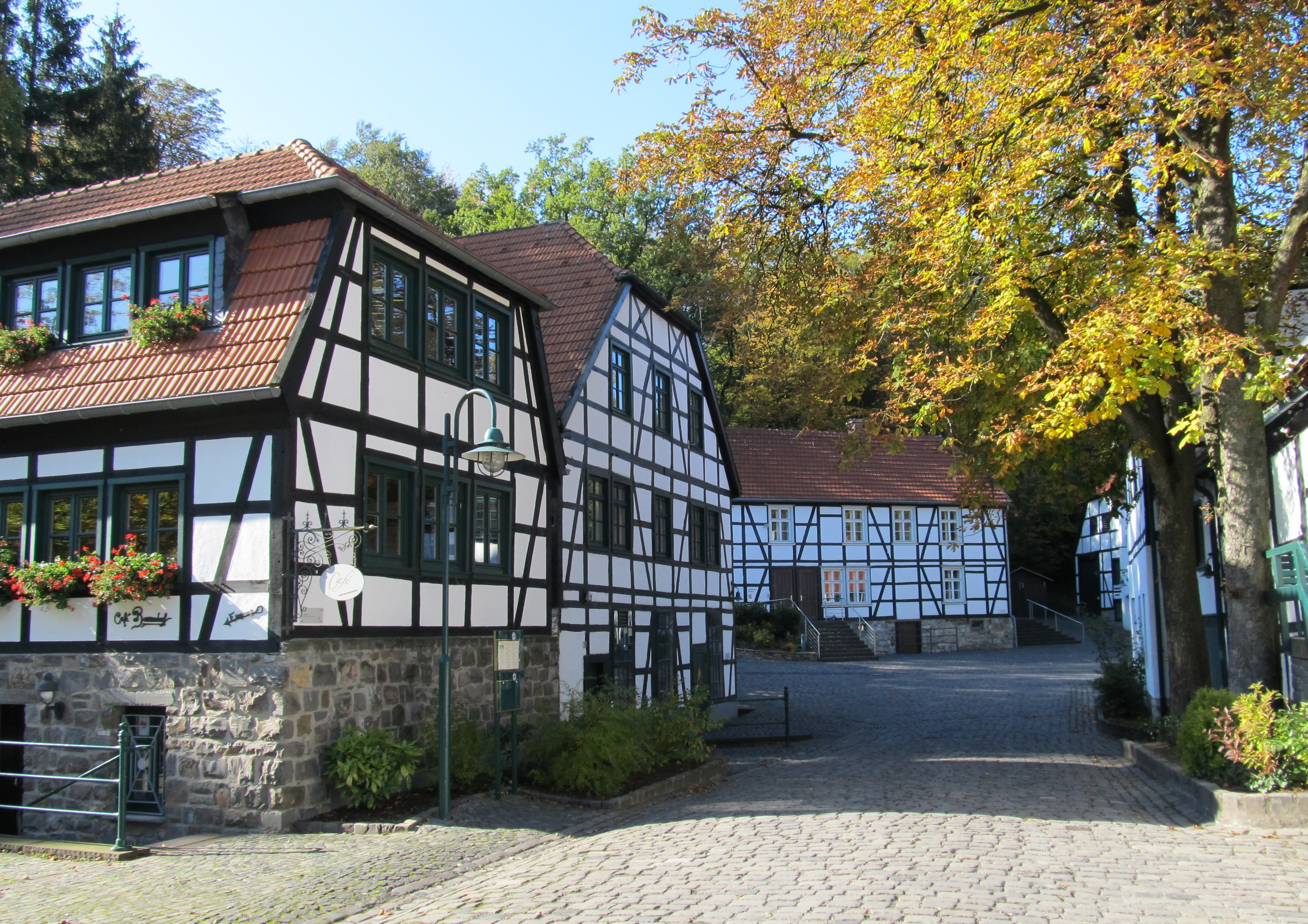
Schleifgebäude (heute Café), Blechverformung, Wohngebäude

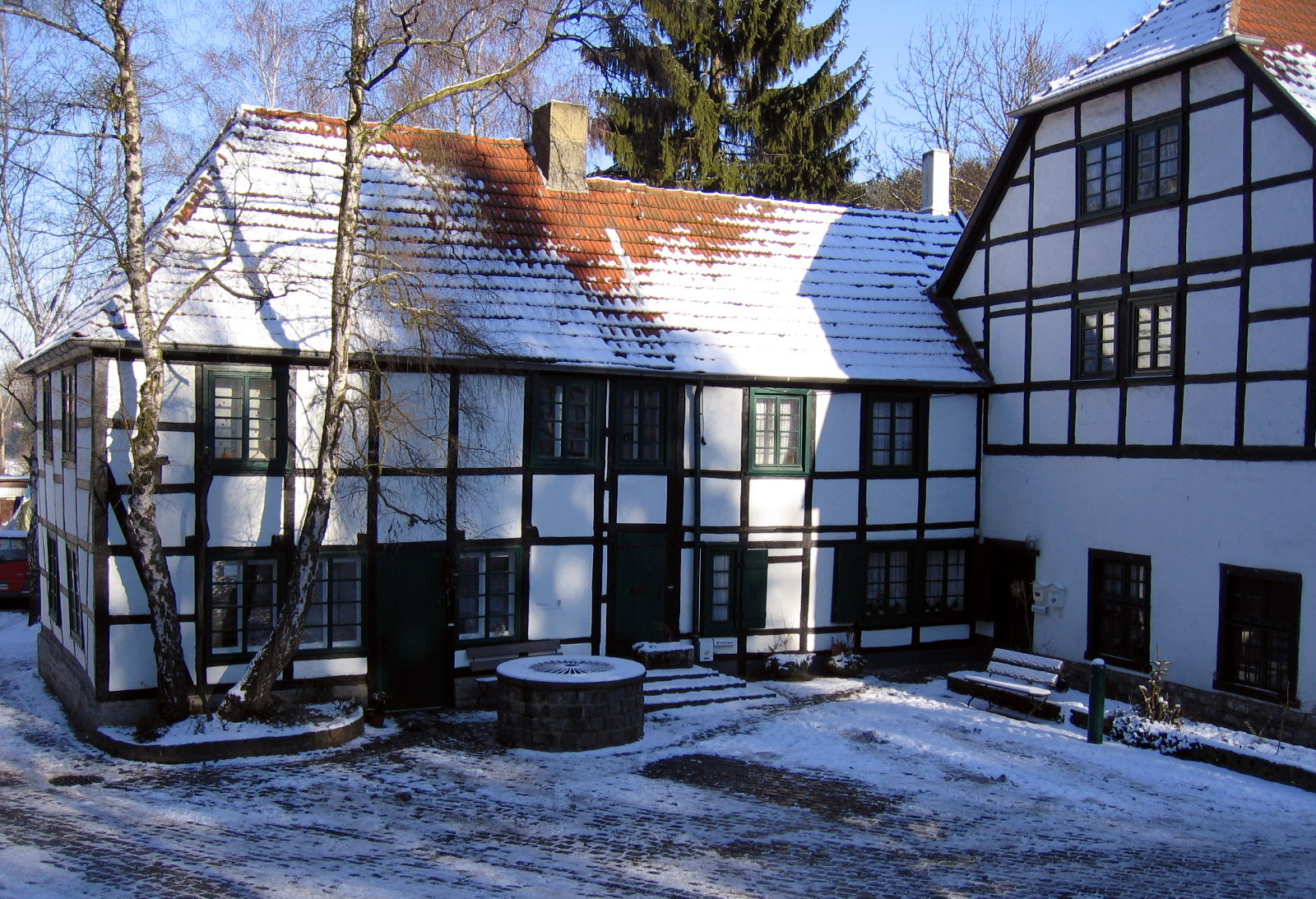
Ahlenschmiede

Die Historische Fabrikenanlage Maste-Barendorf ist ein Kulturdenkmal in Iserlohn. Die Industrieansiedlung aus dem 19. Jahrhundert besteht aus zehn Gebäuden und ist heute Eigentum der Stadt Iserlohn.

## Geschichte
Die Iserlohner Fabrikanten Duncker und Maste errichteten Anfang des 19. Jahrhunderts ein Messingwalzwerk am Baarbach nördlich von Iserlohn. Die Wasserkraft wurde für den Betrieb der Maschinen genutzt. Anfangs entstanden ein Walzen- und ein Glühofengebäude nebst einem Wasserrad.
Im Laufe der Zeit wurden zahlreiche weitere Gebäude errichtet: ein Gießhaus, ein Stampfhaus, eine Lötschmiede, ein Schleifgebäude, eine Drahtzieherei und eine Eisengießerei. Ebenso entstanden eine Ahlenschmiede, ein Sandhaus, eine Pocherei und eine Feilenhauerschmiede.
Neben Nadeln wurden Möbel- und Türbeschläge, Türklinken, Schlittengeläute, Tischglocken und Kerzenleuchter produziert und weltweit exportiert.
1850 schied der Mitinhaber Duncker aus, so dass das Unternehmen komplett in der Familie Maste verblieb.
Nach dem Ersten Weltkrieg wurden Teile des Fabrikgeländes verkauft oder verpachtet. Die Produktion wurde eingestellt.
Von 1923 bis 1952 war das Unternehmen Gebr. Jost oHG Pächterin der Gebäude und Freiflächen und betrieb hier eine Metallschmelze, Metallhandel und eine Metallnassaufbereitung (Metallwäsche).
In den 1960er Jahren kam die Idee auf, die erhaltenen Gebäude als Industriemuseum der Öffentlichkeit zugänglich zu machen. Die Gebäude standen unter Denkmalschutz und wurden 1981 von der Stadt Iserlohn erworben. Daraufhin wurde 1985 mit dem Aufbau eines Museums- und Künstlerdorfes begonnen.

## Heutige Nutzung der Fabrikanlagen
1987 wurde im Haus B ein Nadelmuseum eingerichtet, in dem ein Einblick in die für Iserlohn früher bedeutsame industrielle Herstellung von Nadeln gegeben wird. Neben Gegenständen aus dem Nadlergewerbe ist der Maschinenpark einer Haarnadelfabrik ausgestellt. In der Gelbgießerei (Haus G) wird der Guss von Messingteilen vorgeführt. Es finden jährlich mehrere Vorführungen statt. Museumspädagogische Angebote gibt es für Schulklassen und Jugendgruppen.
Die Häuser C, D, F und I werden als Künstlerateliers genutzt. Das Atelier in Haus K wird durch einen Stipendiaten der Märkischen Kulturkonferenz genutzt. Das ehemalige Gießhaus (Haus E) wird privat genutzt. Das Standesamt Iserlohn hat im Mastehaus (Haus A) in Barendorf, das zentral am Dorfplatz liegt, ein Trauzimmer eingerichtet, in welchem mehrmals im Jahr an Samstagen Ambientetrauungen durchgeführt werden.

## Sonstige Nutzung
Die Fabrikanlage selbst und der Bereich rund um die Anlage ist ein Ausflugsziel und Naherholungsgebiet. Mehrere Radwege treffen hier zusammen. Ein Café wurde im Haus H eingerichtet.
Regelmäßige Veranstaltungen im Barendorf sind der Weihnachtsmarkt und Rock im Barendorf.